# Бецзехайде
Бецзехайде (нем. Beetzseeheide) — община в Германии, в земле Бранденбург.
Входит в состав района Потсдам-Миттельмарк. Подчиняется управлению Бецзее. Население составляет 665 человек (на 31 декабря 2010 года). Занимает площадь 37,23 км².
Коммуна подразделяется на 4 сельских округа.
| Год  | Население |
| ---- | --------- |
| 2005 | 747       |
| 2010 | 669       |